# В полночный час
«В полночный час» (англ. At The Midnight Hour; другое название — «В полночь») — канадо-американский телефильм 1995 года режиссёра Чарльза Джэрротта. Сценарий основан на одноимённом романе писательницы Элишии Скотт (псевдоним; настоящее имя — Лиза Гарднер). Премьера телефильма состоялась 29 октября 1995 года в США.

## Сюжет
Энди Китон — девятилетний мальчик, который живёт вместе со своим отцом Ричардом в старинном особняке. Но у мальчика в жизни не всё гладко. Пять лет назад в несчастном случае погибла его мать — она выпала из окна. И мальчик теперь только и думает о своей маме и её смерти. Ему кажется, что в доме живёт призрак его матери, а в её убийстве он подозревает своего отца.
У Энди появляется новая няня — это Элизабет Гиннесс, которая устраивается на работу к мистеру Китону. Теперь Элизабет будет присматривать за мальчиком. Женщина как может пытается заменить мальчику его маму и помочь ему забыть свои страхи. В гости к Ричарду также приезжает его брат со своей подругой Джиллиан. Ричард Китон влюбляется в Элизабет, но кто-то не желает их отношений, и Элизабет пытаются убить.

## В ролях
- Пэтси Кенсит — Элизабет Гиннесс
- Кигэн Макинтош — Энди Китон / Эндрю Филипп Альберт Китон
- Синтия Дэйл — Джиллиан (подруга Блэйна)
- Линдси Мерритью — Блэйн Китон (брат Ричарда)
- Саймон МакКоркиндейл — Ричард Китон (отец Энди)
- Кей Хоутри — миссис Прэм
- Даг Леннокс — шериф
- Шон Лоуренс — водитель такси
- Эдвард Джоунц — Ник (муж Элизабет)
- Брэд Остин — конюх

## Дополнительная информация
- Художник: Гарольд Трэшер
- Монтаж: Брюс Лэнг